# Banksia ilicifolia
Banksia ilicifolia là một loài cây trong họ Proteaceae. Là loài bản địa Tây Nam Úc, nó thuộc Banksia subg. Isostylis, một phân chi của ba loài có mối quan hệ gần gũi Banksia loài với cụm hoa có đầu hình vòm đứng chứ không phải là các đầu nhọn hoa Banksia đặc trưng. Nhìn chung cây cao đến 10 mét (33 ft) với một dáng cây hình trụ hoặc bất thường.
Robert Brown đã mô tả Banksia ilicifolia năm 1810. Dù Banksia ilicifolia khác nhau ở cách mọc, với hình thức cây bụi thấp ven biển ở bờ biển nam gần Albany, vẫn không có biến thế của loài. Là loài phân bố rộng rãi, loài này bị giới hạn trong các vùng đất cát. Không giống như những loài có mối quan hệ gần của nó bị lửa đốt cháy và phục hồi lại từ hạt, Banksia ilicifolia tái sinh sau khi cháy rừng bằng cách mọc lại từ chồi nhú dưới vỏ cây của nó. Loài này hiếm khi được người ta trồng.

## Hình ảnh

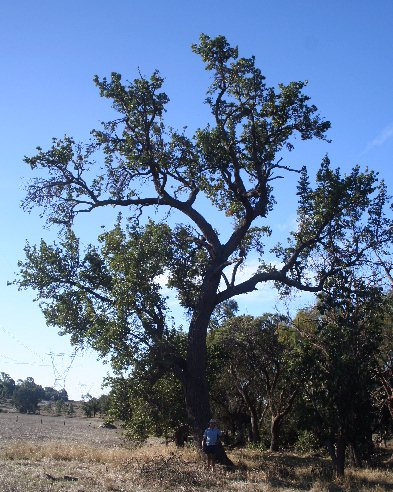
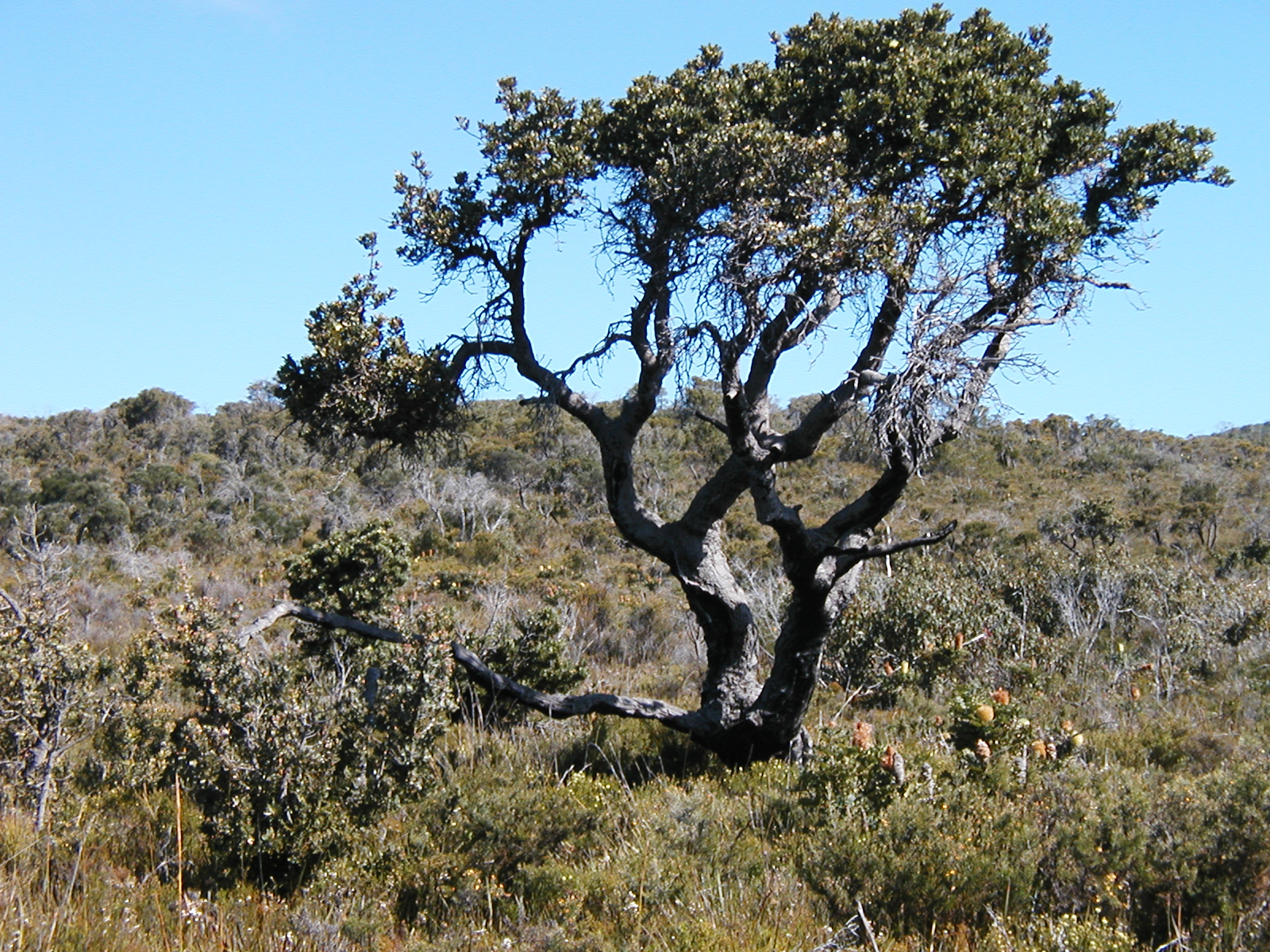
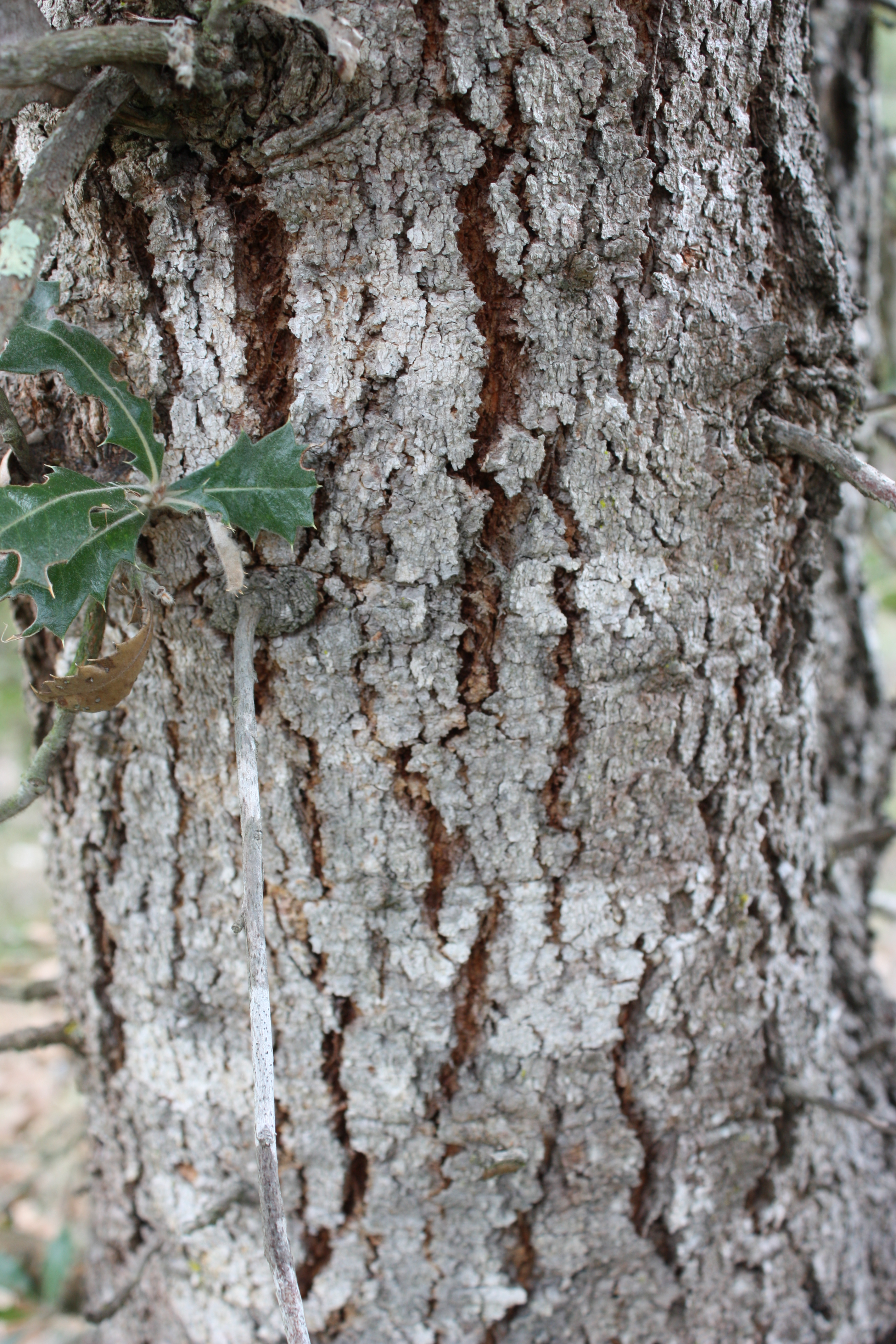
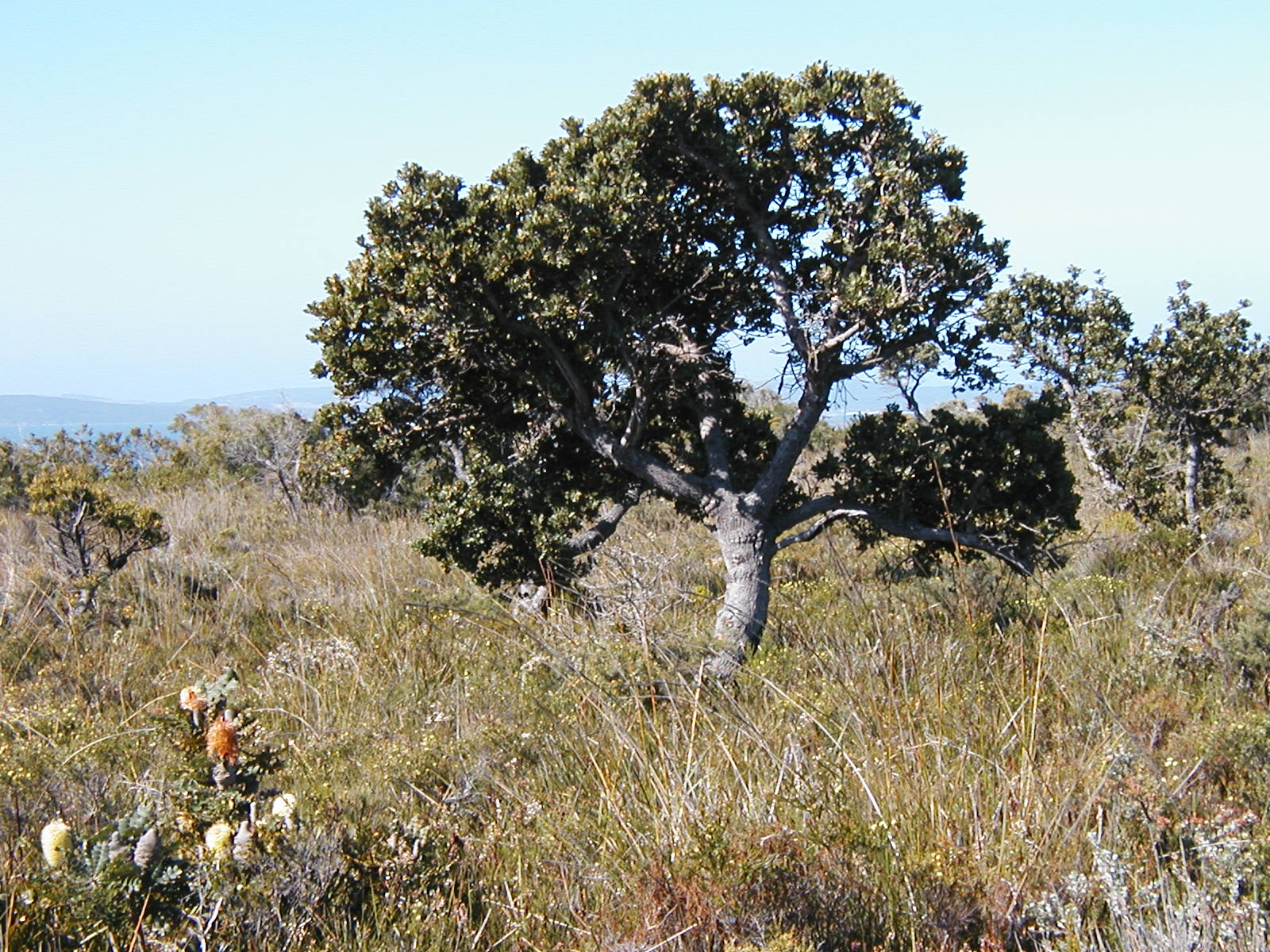